# Gentlemannatjuv
En gentlemannatjuv är en romantiserad bild av en kriminell person som följer ett klassiskt gentlemannaideal, eller en rebell som gör uppror mot makten. Gentlemannatjuven är vanlig i vissa typer av deckare.

## Exempel på gentlemannatjuvar
- Robin Hood
- Arsène Lupin[1] med förebild i franske anarkisten Marius Jacob.
- Några klassiska karibiska sjörövare som Kapten Misson.
- Thomas Crown i filmen Äventyraren Thomas Crown
- Sir Charles Lytton från filmen Den Rosa Pantern och andra filmer om Rosa pantern
- Bernie Rhodenbarr i böcker av Lawrence Block.
- Filmerna Storslam i Las Vegas och Ocean's Eleven
- Mästertjuven Kid, i den japanska Manga-serien "Mästerdetektiven Conan"
- Gentlemannarövarna i bokserien "Locke Lamoras lögner" av Scott Lynch.